# Бранденбурзькі ворота
Бранденбурзькі ворота (нім. Brandenburger Tor) — архітектурна пам'ятка в Берліні (Німеччина).
Автор проєкту Карл Готтард Ланґганс. Будівництво тривало протягом трьох років (1788–1791), висота становить двадцять метрів. Це перша споруда міста в стилі німецького класицизму. Створена вона за зразком Пропілеїв афінського Акрополя. Увінчує ворота шестиметрова бронзова квадрига (скульптор Йоганн Готфрид Шадоу), якою управляє богиня перемоги Вікторія. Брандербурзькі ворота мали на меті персоніфікувати міць пруської армії.
У 1806 Наполеон, завоювавши Берлін, наказав демонтувати квадригу з Вікторією і перевезти її до Парижа. Однак німці, після перемоги над французькими військами в 1814, повернули скульптурну композицію на початкове місце.
У 1930-х крізь Бранденбурзькі ворота пролягав маршрут нацистських смолоскипних маршів.
Під час Другої світової війни споруда була пошкоджена, а квадрига на ній повністю зруйнована. Відновлювали ворота аж до 1958.
Протягом двадцяти восьми років (1961—1989) одразу за ними здіймався Берлінський мур, тому вихід до воріт і для жителів (НДР), і для жителів (ФРН) був закритий.
Після падіння стіни Бранденбурзькі ворота стали уособленням нового об'єднаного Берліна.

## Галерея

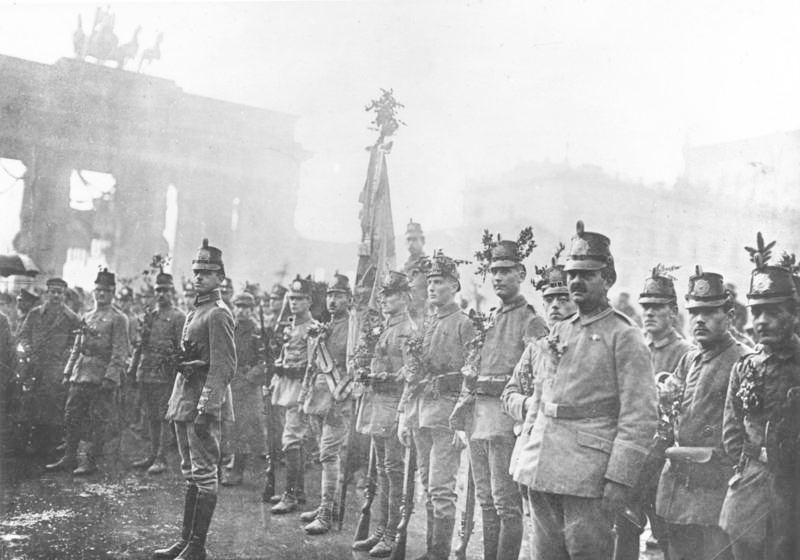
Повернення військ з фронту. Грудень 1918
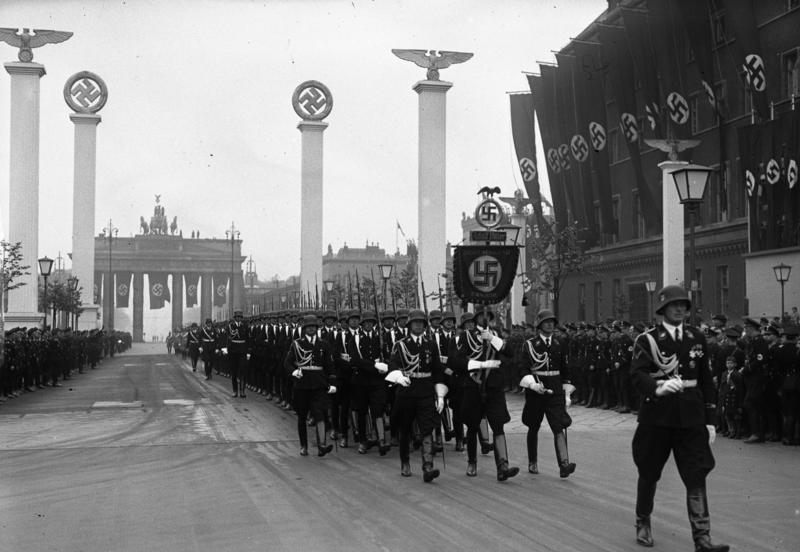
Парад до 50-річчя Адольфа Гітлера. Квітень 1939
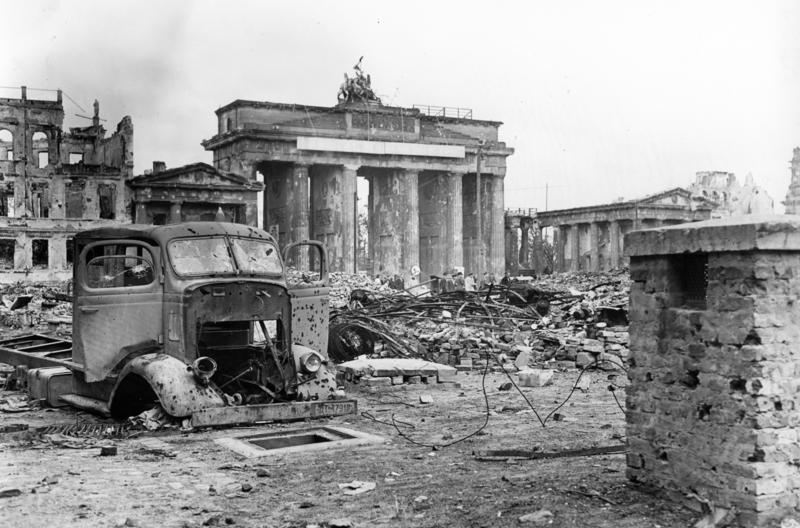
Бранденбурзькі ворота після капітуляції  Третього Рейху. Червень 1945
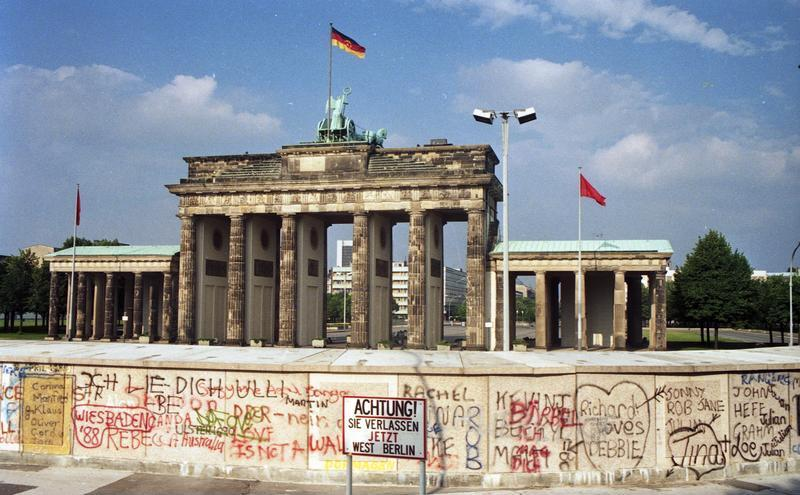
Бранденбурзькі ворота та Берлінський мур. Червень 1988
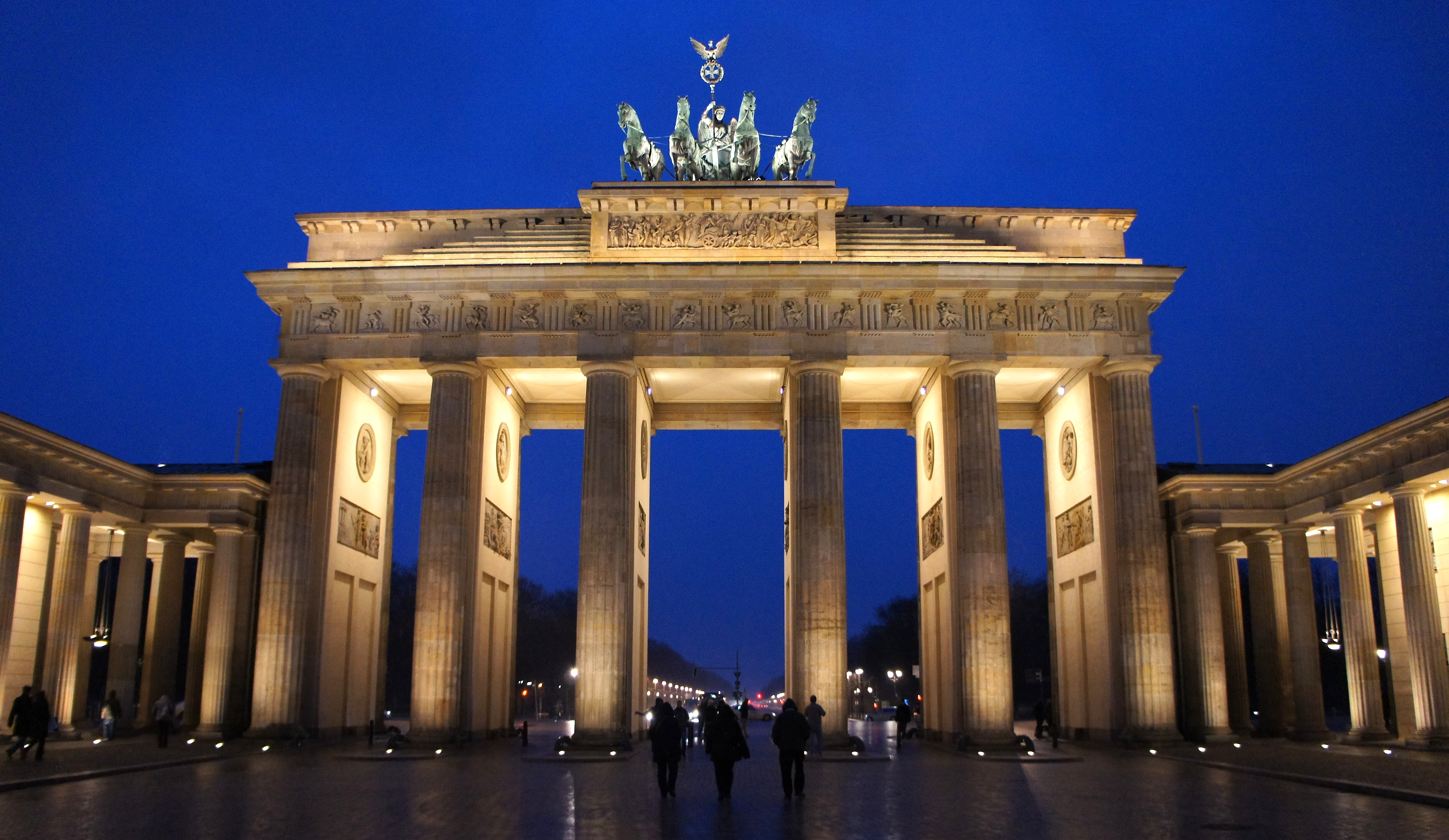
Бранденбурзькі ворота, вигляд зі східного боку
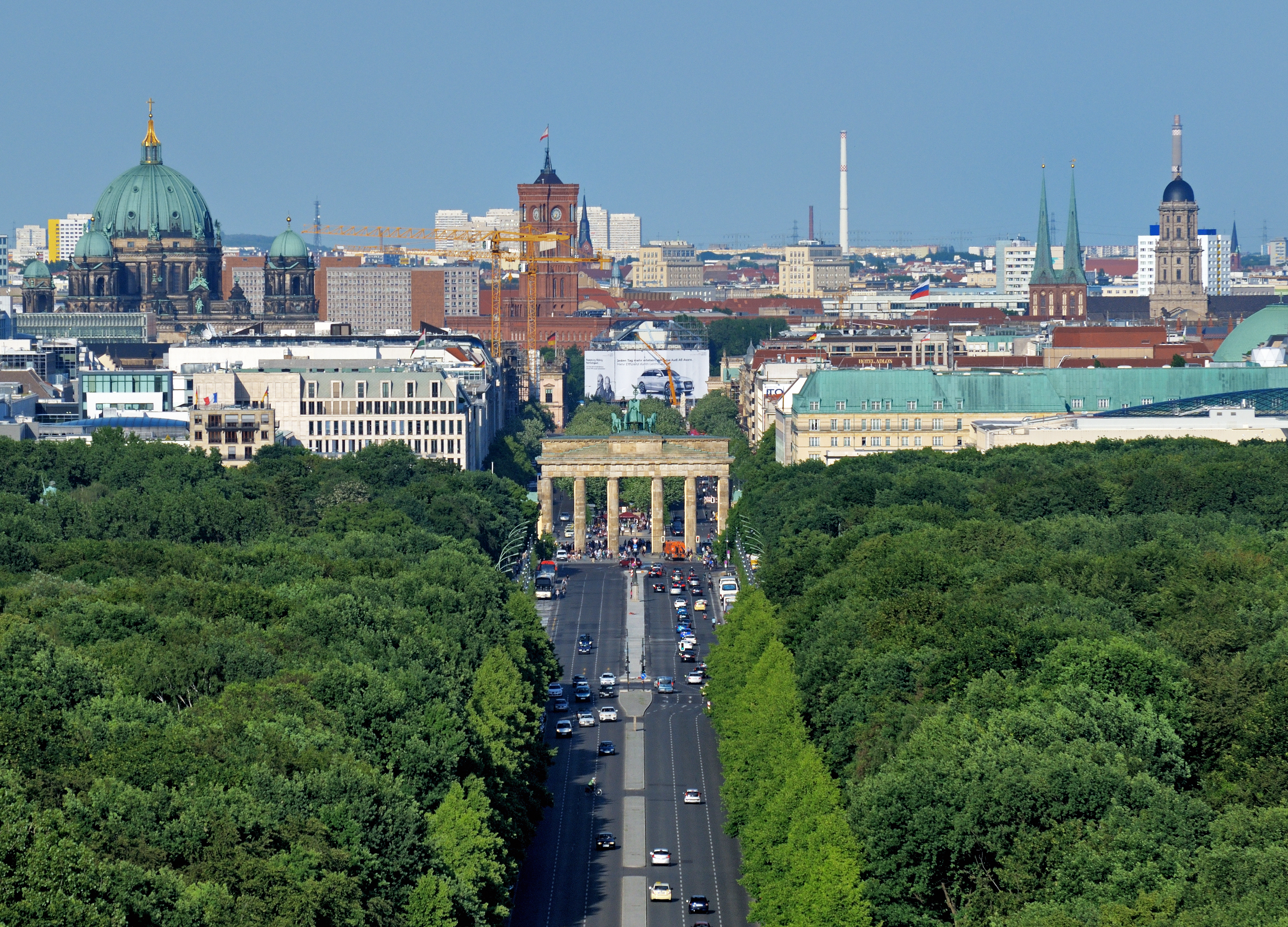
Погляд з Колони Перемоги